# Connor Howe
Connor Howe (* 10. června 2000 Canmore, Alberta, Kanada) je kanadský rychlobruslař.
V roce 2017 se poprvé představil na juniorském mistrovství světa, o rok později debutoval ve Světovém poháru juniorů. V únoru 2019 premiérově startoval v seniorském Světovém poháru, v němž pravidelně začal závodit od roku 2021. Na Mistrovství světa 2021 získal ve stíhacím závodě družstev stříbrnou medaili. Startoval na ZOH 2022 (1000 m – 12. místo, 1500 m – 5. místo, stíhací závod družstev – 5. místo).